# Johnny Suede
Johnny Suede es una película de 1991, es el debut como director y guionista de Tom DiCillo. Fue protagonizada por Brad Pitt y Catherine Keener. Samuel L. Jackson y Nick Cave hacen pequeñas apariciones. Originalmente el director Tom DiCillo iba a hacer el papel de Brad Pitt y Steve Buscemi iba a tener un papel como secundario.
La película fue rodada en Brooklyn, en un período de 30 días entre noviembre y diciembre de 1990. Johnny Suede se llevó el premio del jurado en el Festival de cine de Sundance de 1992.

## Sinopsis
Johnny Suede es un joven con actitud y un inmenso tupé, que quiere ser una estrella de rock como su ídolo Ricky Nelson. Tiene el estilo que desea, a excepción de un par de zapatos de gamuza. Una noche, después de dejar un club nocturno, un par de zapatos caen a sus pies. Pronto, Johnny conoce a Darlette, una seductora chica. A pesar del violento novio de Darlette, Johnny empieza a verla todos los días. Pero cuando Johnny se ve forzado a vender su guitarra para pagar el alquiler, Darlette misteriosamente lo abandona. Deprimido y sin un rumbo fijo, conoce a Yvonne, una mujer mucho más prudente que él que le enseña que hay cosas en la vida más importantes que un par de zapatos.

## Reparto
- Brad Pitt - Johnny Suede
- Catherine Keener - Yvonne
- Alison Moir - Darlette
- Calvin Levels - Deke
- Michael Luciano - Mr. Clepp
- Nick Cave - Freak Storm
- Samuel L. Jackson - B-Bop
- Ralph Marrero - Bartender
- Wilfredo Giovanni Clark - Slick
- Peter McRobbie - Flip Doubt
- Ron Vawter - Winston
- Dennis Parlato - Dalton
- Tina Louise - Mrs. Fontaine
- Michael Mulheren - Fred Business
- Wayne Maugans - Ned Business
- Joseph Barry - The Cowboy
- John David Barone - Bernard
- Tom Jarmusch - Conan